# Сръбски православни предстоятели и печки патриарси
Това е пълен списък на предстоятелите на сръбското православие, които през отделните исторически периоди носели различни титли. Предстоятелят на Сръбската православна църква носи титлата „архиепископ печки, митрополит белградско-карловачки и патриарх сръбски”. От 18 февруари 2021 г. неин предстоятел е Негово Светейшество патриарх Порфирий Сръбски.
Сръбска архиепископия е учредена на база рашката епископия на Охридската архиепископия, като Жичка архиепископия, а след това – Печка архиепископия. Просъществувала в периода от 1219 г. до 1346 г., и учредена благодарение личната заслуга за това на първия сръбски архиепископ Свети Сава Сръбски. Архиепископията носи името си по/от архиепископското седалище, което първо било манастира Жича, откъдето е преместено в Печкия манастир.
Сръбската архиепископия на 16 април 1346 г., Великден, на църковно-народен събор в Скопие, била издигната в сан патриаршия, откъдето и името ѝ Печка патриаршия.

## Жички и печки архиепископи (1219—1346)
| Портрет | Име                | Роден                                                    | Починал                              | Предстоятелско време                 | Отметки |
| ------- | ------------------ | -------------------------------------------------------- | ------------------------------------ | ------------------------------------ | --- |
|         | Свети Сава Сръбски | около 1174 г. със светско име Растко в Дежево, Стари Рас | 14 януари 1236 г. във Велико Търново | 1219—1233                            | Изображението е от фреска в Милешево. |
|         | Арсений I Сремски  | 1219 г. в Срем                                           | 28 октомври 1266 г. в Биело поле     | 1233—1263                            | Изображението е от иконата му в Рилския манастир. |
|         | Сава II            | около 1199 г. със светско име Предислав в Стари Рас      | 1269 г. в Печ                        | 1263—1271                            | Изображението е от фреска в Дечани. Племенник на Сава Сръбски и син на Стефан Радослав.                                                                               |
|         | Данило I           |                                                          |                                      | 1271—1272                            | Свален. |
|         | Йоаникий I         |                                                          | 1279 г. в Хум                        | 1272—1279                            | Ученик на Сава II и игумен на Студеница и Хилендар. |
|         | Евстатий I         | Будимле, Полимие                                         | 4 януари 1286 г. в Жича              | 1279—1286                            | Предходно епископ на Зета. |
|         | Яков Сръбски       |                                                          | 3 февруари 1292 г.                   | 1286—1292                            | |
|         | Евстатий II        |                                                          |                                      | 1292—1309                            | Последовател на Стефан Драгутин. |
|         | Сава III           |                                                          | 26 юли 1316 г.                       | 1309—1316                            | Игумен на Хилендар и епископ на Призрен. Ръководи изграждането на църквите Богородица Левишка и Св. Георги. Приближен на Стефан Милутин.                              |
|         | Никодим I          |                                                          | 1325 г.                              | 1317—1324                            | Коронясва за крал Стефан Дечански. Корени богомилството. |
|         | Данило II          | 1270 г.                                                  | 19 декември 1337 г.                  | 1324—1337                            | Хумски епископ. Книжовник и дипломат посетил Търново с цел уреждане по мирен път на претенциите на Михаил III Шишман. Архиепископ Никодим I е негов ученик и протеже. |
|         | Йоаникий II        | роден в околностите на Призрен                           |                                      | 1338—1346, първи патриарх от 1346 г. | Скопската митрополия става първа катедра на патриаршията, когато е начело на църквата.                                                                                |

## Печки патриарси (1346—1463)
| Портрет | Име                | Роден                             | Починал                 | Предстоятелско време              | Отметки |
| ------- | ------------------ | --------------------------------- | ----------------------- | --------------------------------- | --- |
|         | (1) Йоаникий II    |                                   |                         | 1346—1354, архиепископ до 1346 г. | |
|         | (2) Сава IV        |                                   |                         | 1354—1375                         | Игумен на Хилендар и като такъв е избран на събор в Сяр на 29 ноември 1354 г. за "патриарх на сърби и гърци".                                                    |
|         | (3) Ефрем Печки    | около 1311 г. край Велико Търново | 1399 г. край Печ        | 1375—1380                         | игумен на Бачковския манастир, избран на събор в Печ под егидата на Лазар Хребелянович и Георги I Балшич.                                                        |
|         | (4) Спиридон Печки | Ниш                               | 11 август 1389 г. в Печ | 1380—1389                         | Монах в манастира Свети Пантелеймон (Атон), и протеже на Ефрем Печки.                                                                                            |
|         | (3) Ефрем Печки    |                                   |                         | 1389—1392                         | Повторно след смъртта на Спиридон Печки. |
|         | (5) Данило III     |                                   | 7 април 1396 г.         | 1392—1396                         | Избран приживе на Ефрем Печки на събор в Жича. Баща му е ктитор на манастира Дренча/Душманица.                                                                   |
|         | (6) Сава V         |                                   | 7 април 1407 г.         | 1396—1407                         | Титулова се патриарх на сърби и гърци. Канонизира патриарх Ефрем Печки, а епископ Марко от Хвосно съставя житието на Св. Ефрем.                                  |
|         | (7) Данило IV      |                                   |                         | 1407 г.                           | |
|         | (8) Кирил I Печки  |                                   | 27 декември 1418 г.     | 1407—1418                         | |
|         | (9) Никон Печки    |                                   |                         | 1419—1435                         | По негова заръка Константин Костенечки пише „житие на деспот Стефан Лазаревич“.                                                                                  |
|         | (10) Теофан Печки  |                                   |                         | 1446 г.                           | Единственото сведение за него е в един споменик. |
|         | (11) Никодим II    |                                   |                         | 1446—1453                         | Игумен на Студеница и рашки епископ. В периода 1451-1453 години е Охридски архиепископ. Като антиуниат ръкополага за митрополит на Молдова Теоктист през 1452 г. |
|         | (12) Арсений II    |                                   |                         | 1453—1463                         | Последен печки патриарх, а предходно – смедеревски митрополит.                                                                                                   |

В периода от 1463 г. до възстановяването на Печката патриаршия през 1557 г., диоцезът ѝ е част от Охридската архиепископия, т.е. възстановено е статуквото отпреди учредяването на нарочна Сръбска архиепископия в Жича и Печ. Смедеревският митрополит Павел Смедеревски прави несполучливи опити за възстановяването на патриаршията по това време. 

## Охридски архиепископи и сръбски предстоятели (1463—1557)
| Портрет | Име                    | Роден | Починал | Предстоятелско време           | Отметки |
| ------- | ---------------------- | ----- | ------- | ------------------------------ | --- |
|         | (1) Захарий Охридски   |       |         | около 1463 — най-късно 1465 г. | |
|         | (2) Доротей Охридски   |       |         | 1466 г.                        | |
|         | (3) Марк II Ксилокарав |       |         | 1466—1467                      | предходно одрински митрополит, избран за вселенски патриарх, както и следходно отново вселенски патриарх |
|         | (4) Йона Кавасила      |       |         | в началото на XVI век          | преди него е имало други предстоятели, чийто имена не са известни |
|         | (5) Прохор Охридски    |       | 1550 г. | преди 1527—1550                | Преди него има други предстоятели, като той се титулова „по милост Божия архиепископ на Първа Юстиниана [и] на всички българи, сърби и прочие“, като под пастирския му жезъл са и Влашко и Молдова. По негово време смедеревския митрополит Павле изявява претенциите си за сръбски пастир. |
|         | (6) Симеон Охридски    |       |         | 1550—1551                      | В Рилския манастир се пази епитрахил, подарен през 1550 г. от рашкия митрополит Симеон. Принуден да напусне предстоятелството. |
|         | (7) Никанор Охридски   |       |         | 1551—1557                      | |
|         | (8) Паисий Охридски    |       |         | 1557 г.                        | По негово време е възстановена Печката патриаршия. През 1566 г. се титулова „по Божия милост архиепископ на Първа Юстиниана-Охрид и на цяла България, Сърбия и прочие“. |

През 1557 г. Диванът решава да възстанови старата Душанова печка патриаршия, в чийто диоцез да влязат целокупните сръбски земи, които по това време са под властта на султана. Това решение се налага заради отпочналата католическа пропаганда в сръбските земи от Дубровник и по/през военната граница, която е следствие от Контрареформацията. 

## Печки патриарси (1557—1766)
| Портрет | Име                   | Роден                     | Починал                               | Предстоятелско време | Отметки |
| ------- | --------------------- | ------------------------- | ------------------------------------- | -------------------- | --- |
|         | (13) Макарий Печки    |                           | 1574 г.                               | 1557—1571            | роднина на Мехмед Соколу |
|         | (14) Антоний Печки    | около 1530 г.             |                                       | 1571—1575            | племенник на Макарий Печки |
|         | (15) Герасим I        | около 1530 г.             | 1587 г.                               | 1575—1586            | предходно херцеговински митрополит, роднина на Макарий и Арсений                                                              |
|         | (16) Саватий I        | 1530 г.                   | 1589 г.                               | 1586—1589            | предходно херцеговински митрополит, племенник на Макарий Печки                                                                |
|         | (17) Никанор I        |                           |                                       | (според поменика)    | |
|         | (18) Йеротей I        |                           | 17 февруари 1591 г.                   | 1589—1591            | |
|         | (19) Филип I Печки    |                           | 1592 г.                               | 1591—1592            | |
|         | (20) Йован Кантул     |                           | 1614 г.                               | 1592—1614            | |
|         | (21) Паисий I Яневец  | 1542 г. в Янево           | 2 ноември 1647 г. в Печ               | 1614—1647            | |
|         | (22) Гаврило I        |                           |                                       | 1648—1655            | Предходно смедеревски епископ и рашки митрополит                                                                              |
|         | (23) Максим I Печки   | Скопие                    | 29 октомври 1680 г. в Печ             | 1655—1674            | предходно рашки митрополит |
|         | (24) Арсений III      | 1633 г. в Баице           | 27 октомври 1706 г. във Виена         | 1674—1690            | водач на голямото сръбско преселение                                                                                          |
|         | (25) Калиник I Печки  | Скопие                    | 16 август 1710 г. в Тимишоара         | 1693—1710            | Скопянец |
|         | (26) Атанасий I Печки |                           | 23 април 1712 г.                      | 1711—1712            | |
|         | (27) Моисей I         | около 1665 г. в Стари Рас | 13 април 1726 г. в Печ                | 1712—1726            | предходно рашки митрополит |
|         | (28) Арсений IV       | 1698 г. в Рашка           | 18 януари 1748 г. в Сремски Карловци  | 1726—1737            | предходно рашки митрополит и спомоществовател на отпечатването на „Стематографията“ на Христофор Жефарович                    |
|         | (29) Йоаникий III     | 1700 г.                   | 1793 г. в Халкинския манастир         | 1739—1746            | постфактум и Вселенски патриарх – Караджа, от фанариотска фамилия                                                             |
|         | (30) Атанасий II      | Скопие                    | 1752 г. в Печ                         | 1747—1752            | |
|         | (31) Гаврил II        |                           | 1752 г.                               | 1752                 | предходно дабробосненски митрополит                                                                                           |
|         | (32) Гаврил III       |                           |                                       | 1752—1758            | предходно нишки митрополит |
|         | (33) Викентий I       |                           | 1758 г.                               | 1758                 | предходно белградски митрополит                                                                                               |
|         | (34) Паисий II        |                           | 1758 г                                | 1758                 | предходно ужичко-валевски митрополит                                                                                          |
|         | (35) Гаврил IV        |                           |                                       | 1758                 | |
|         | (36) Кирил II         |                           |                                       | 1758—1763            | предходно дабробосненски митрополит                                                                                           |
|         | (37) Василий I        | Бачка                     | 10 февруари 1772 г. в Санкт Петербург | 1763—1765            | предходно липлянски и дабробосненски митрополит и е близък на Христофор Жефарович, пише служба и синаксар за Василий Острожки |
|         | (38) Калиник II       |                           |                                       | 1765—1766            | предходно нишки и белградски митрополит                                                                                       |

През 1766 г. Печката патриаршия е закрита и подчинена на Константинополската патриаршия.

## Предстоятели на Печката патриаршия в изгнание в Свещената Римска империя, Австрийската империя, Австро-Унгария и Кралството на сърби, хървати и словенци (1690—1920)
По време на Голямата турска война, хабсбургската армия начело с генерал Пиколомини достига до Велес, опожарявайки Скопие. Голяма част от компрометираното християнско население на юг от Дунава в диоцеза на Печката патриаршия се изтегля с хабсбургската армия във Войводина на територия под властта на австрийските Хабсбурги. Начело на целия този православен народ е печкият патриарх Арсений III Църноевич, а събитието остава в историята като голямото сръбско преселение. По този начин се получа двувластие сред православното паство, разделено между Османската и Хабсбургската империи. Статутът на преселниците спрямо диоцеза и юрисдикцията на патриаршията е уреден на нарочен църковно-народен събор в Крушедолския манастир.

### Карловачки митрополити (1690—1726)
| Портрет | Име               | Роден                   | Починал                                | Предстоятелско време | Отметки |
| ------- | ----------------- | ----------------------- | -------------------------------------- | -------------------- | --- |
|         | Арсений III       | 1633                    | 27 октомври 1706 г.                    | 1690—1706            | |
|         | Исая Джакович     | Грабовац край Сланкамен | 20 юли 1708 г. във Виена               | 1708                 | Янополски епископ на Янополе, Поморише и Арад, като резидира в Тимишоара. Подържа връзка с граф Джордже Бранкович и установява седалището на митрополията в Сремски Карловци. |
|         | Софроний Подгорец | 1668 г. в Подгорица     | 7 януари 1711 г. в Сремски Карловци    | 1710—1711            | предходно пакрачко-славонски митрополит |
|         | Викентий Попович  | Янево                   | 23 октомври 1725 г. в Сремски Карловци | 1713—1725            | По негово време се стига до помирение между православните от Османската и Хабсбургската империи, в резултат от което се създава Белградско-карловачка митрополия.             |

### Белградски митрополит (1718—1726)
| Портрет | Име             | Роден             | Починал        | Предстоятелско време | Отметки                                     |
| ------- | --------------- | ----------------- | -------------- | -------------------- | ------------------------------------------- |
|         | Моисей Петрович | 1677 г. в Белград | 23 юли 1730 г. | 1718—1726            | от 1726 г. Белградско-карловачки митрополит |

### Белградско-карловачки митрополити (1726—1739)
| Портрет | Име                  | Роден               | Починал                 | Предстоятелско време | Отметки |
| ------- | -------------------- | ------------------- | ----------------------- | -------------------- | --- |
|         | Моисей Петрович      |                     |                         | 1726—1730            | само белградски митрополит от 1713 г. |
|         | Викентий Йованович   | 1689 г. в Сентендре | 6 юни 1737 г. в Белград | 1731—1737            | На църковно-народен събор през 1726 г. е избран за епископ Арадски, Янополски и Великовардарски. Застрелян.                                                                |
|         | Арсений IV Йованович |                     |                         | 1737—1739            | Като печки патриарх, в резултат от отвоюването на Хабсбургска Сърбия по време на австро-турската война, взима под предстоятелството си Белградско-карловачката митрополия. |

### Карловачки митрополити (1739—1920)
| Портрет   | Име                         | Роден                              | Починал                                  | Предстоятелско време | Отметки |
| --------- | --------------------------- | ---------------------------------- | ---------------------------------------- | -------------------- | --- |
|           | Арсений IV Йованович        |                                    |                                          | 1737—1739            | Като печки патриарх, в резултат от отвоюването на Хабсбургска Сърбия по време на австро-турската война, взима под предстоятелството си Белградско-карловачката митрополия, а след Белградския мир е само карловачки митрополит. |
|           | Исая Антонович              | 1696 г. в Буда                     | 22 януари 1749 г. във Виена              | 1748—1749            | предходно епископ на Арад и Вършац |
|           | Павел Ненадович             | 14 януари 1703 г. в Буда           | 15 август 1768 г. в Сремски Карловци     | 1749—1768            | предходно епископ на Арад |
|           | Йован Георгиевич            | Сремски Карловци                   | 23 май 1773 г. в Сремски Карловци        | 1769—1773            | предходно епископ на Осиек и на Карансебеш. Притискан от Мария Терезия да закрие руско-славянските училища във Войводина. Спомоществовател за книгоиздаване и гравьорство, включително подпомага Христофор Жефарович. |
|           | Викентий Видак              | 10 март 1740 г. в Сремски Карловци | 18 февруари в Дал                        | 1774—1780            | предходно епископ на Тимишоара. По негово време митрополията е подложена на огромен натиск от имперското правителство за униатство, поради Кючуккайнарджийския мирен договор и трайното навлизане на руското влияние на Балканите. |
|           | Моисей Путник/Моисей Пътник | 25 март 1728 г. в Нови Сад         | 28 юни 1790 г. във Виена                 | 1781—1790            | предходно епископ на Бачка и на Тимишоара. Закрилник и спомоществовател на Йован Раич. |
|           | Стефан Стратимирович        | 25 декември 1757 г. в Кулпин       | 23 септември 1836 г. в Сремски Карловци  | 1790—1836            | предходно епископ на Буда. Най-младият избиран за митрополит. Меценат, който благодарение на спомоществователството на Димитър Атанасиевич полага образователния фундамент във Войводина – гимназията и семинарията в Сремски Карловци и гимназията в Нови Сад. Решителен противник на реформата на Вук Караджич. |
| безоквира | Стефан Станкович            | 24 юни 1788 г. в Сремски Карловци  | 31 юли 1841 г. в Сремски Карловци        | 1837—1841            | предходно епископ на Беда и епископ на Бачка. Протеже и продължител на делото на Стефан Стратимирович. |
|           | Йосиф Раячич                | 20 юли 1785 г. Лучане, Лика        | 13 декември 1861 г. в Сремски Карловци   | 1842—1864            | Австрийско имперско протеже, за което е награждаван многократно с австрийски ордени. За първи път в историята на Карловацката митрополия през 1842 г. австрийският император назначава митрополит, именно Йосиф Раячич, който е издигнат в архиепископ. Благодарение на него е създадена Сръбска Войводина, прераснала във Войводство Сърбия и Тамишки Банат. Предходно е епископ на Далмация и на Вършац.                                                                                              |
|           | Самуил Маширевич            | 16 януари 1804 г. в Сомбор         | 20 януари 1870 г. в Сремски Карловци     | 1864—1870            | предходно епископ на Тимишоара. По време на неговото митрополитско предстоятелство се отделят православните епархии на Банат и Трансилвания от диоцеза на Карловацката архиепископия. Влиза в остър конфликт с Омладината, и в частност със Светозар Милетич. |
|           | Прокопий Ивачкович          | 8 август 1808 г. в Делиблато       | 11 май 1881 г. в Бела църква (Войводина) | 1874—1879            | предходно е епископ на Арад и митрополит на Сибин (Сибиу), след отделянето на диоцеза им от Карловацката архиепископия. Вторият православен митрополит на Сибин след Андрей Шагуна (с произход от Горно Грабово, както и Кирил Български). Не се ползва с подкрепата на австро-унгарския имперски двор, но все пак изборът му е утвърден за разлика от този на Арсений Стойкович. Принудително пенсиониран и в продължение на две години архиепископията е без титуляр след освобождението на България. |
|           | Герман Анджелич             |                                    |                                          | 1881—1888            | Най-непопулярният митрополит. Получава 12 гласа, докато с 53 гласа изборът печели епископа на Буда Арсений Стойкович, но австрийския император го утвърждава за митрополит. Предходно епископ на Бачка. Упрекван в симпатии към униатството. След смъртта му, до новия избор, начело на архиепископията е Арсений Стойкович. |
|           | Георгие Бранкович           | 13 март 1830 г. в Кулпин           | 17 юли 1907 г. в Сремски Карловци.       | 1890—1907            | предходно епископ на Тимишоара. Протеже на бачкия епископ Платон Атанацкович, който е върл противник на вуковата реформа и председател на Матица Сръбска. Обновява всички Фрушкогорски манастири. |
|           | Лукиян Богданович           | 10 май 1867 г. в Бая               | 1 септември 1913 г. в Бад Гащайн         | 1908—1913            | Последният митрополит на Сремски Карловци. Роднина по майчина линия на предходния Георгие Бранкович. Компромисно утвърден, след два отказани избора заради унгарското правителство в Австро-Унгария. Убит, като тялото му е намерено в река през октомври 1913 г. След неговото убийство, от 1913 г. до 1920 г., когато се създава Кралството на сърби, хървати и словенци и се издига Сръбска патриаршия, предстоятелството на архиепископията на Сремски Карловци е вакантно.                         |

## Черногорски митрополити (1766—1920)
Зетската епископия е от първите установени през 1219 г. с учредяването на Сръбската архиепископия от Сава Сръбски и това има своите исторически основания във властта от областта на Войславлевичи. На 16 април 1346 г. на църковно-народния събор в Скопие е издигната в сан митрополия. След закриването на Печката патриаршия през 1766 г. нейната бивша черногорско-приморска митрополия има особен статус по тази причина. 
| Портрет | Име                     | Роден                                      | Починал                       | Предстоятелско време | Отметки |
| ------- | ----------------------- | ------------------------------------------ | ----------------------------- | -------------------- | --- |
|         | Сава Петрович Негош     | 18 януари 1702 г. в Негуши                 | 9 март 1781 г. в Цетине       | 1735—1781            | От 1735 г. е черногорски митрополит, но от 1750 до 1766 г. съпредстоятелства със своя племенник Василий III Петрович Негош. |
|         | Арсений Пламенац        |                                            | 15 май 1784 г.                | 1781—1784            | През 1766 г. за погребението на Василий III Петрович Негош в Черна гора е бившия печки патриарх Василий Бъркич. По това време идва вестта за закриването на Печката патриаршия и всички местни са на мнение, че при това положение те имат правото да ръкополагат, поради което Арсений Пламенац още от 1766 г. е съпредстоятел, а след смъртта на Сава Петрович Негош и самостоятелно такъв. |
|         | Петър I Петрович Негош  | 1748 г. в Негуши                           | 18 октомври 1830 г. в Цетине  | 1784—1830            | Носител на руския орден Свети Александър Невски. Хиротонисан в Сремски Карловци и канонизиран като Свети Петар Цетински. |
|         | Петар II Петрович Негош | 13 ноември 1813 г. в Негуши                | 31 октомври 1851 г. в Цетине  | 1833—1851            | Племенник на Петър I Петрович Негош, поет и философ. |
|         | Никанор Иванович        | 1825 г. в Дърниш                           | 9 април 1894 г. в Горица      | 1858—1860            | Митрополията е вакантна 7 години преди хиротинията му в Русия през декември 1858 г. Първият епископ след разделянето на светската и църковната власт в Княжество Черна гора. |
|         | Иларион II Роганович    | 12 юли 1828 г. в Подгорица                 | 15 януари 1882 г. в Цетине    | 1860—1882            | Хиротинисан в Санкт Петербург на 30 май 1863 г. |
|         | Висарион Любиша         | 14 януари 1823 г. на Свети Стефан (остров) | 14 април 1884 г. в Цетине     | 1882—1884            | |
|         | Митрофан Бан            | 15 март 1841 г. в Главати                  | 30 септември 1920 г. в Цетине | 1885—1920            | По време на австро-унгарската окупация (1916-1918 г.) е единствения представител на Черна гора останал в страната. След създаването на Кралството на сърби, хървати и словенци се включва активно в създаването на Сръбска патриаршия. |

## Белградски митрополити (1766—1920)
След закриването на Печката патриаршия, поради струпалото се православно население във Войводина, емигрирало от бившия ѝ диоцез от османските предели, изключително много нараства значението на белградските митрополити. Освен това диоцезът на тази православна митрополия на Печката патриаршия е в Хабсбургска Сърбия (1718—1739) предходно, което налага и усилия за усмиряване на бунтовните настроения сред раята ѝ, инспирирани от имперската политика на Виена.
| Портрет | Име                           | Роден                           | Починал                        | Предстоятелско време                                                                | Отметки |
| ------- | ----------------------------- | ------------------------------- | ------------------------------ | ----------------------------------------------------------------------------------- | --- |
|         | Йеремия Папазоглу             |                                 |                                | 1766—1784                                                                           | Белградски митрополит от 1761 г. Ктитор на манастира Каленич. Един от митрополитите на Печката патриаршия положил подписи за закриването ѝ. |
|         | Дионисий Папазоглу            | 1750 г. в Сервия                | 28 януари 1828 г. в Буда       | 1784—1791                                                                           | след което е будимски митрополит |
|         | Методий Белградски            |                                 |                                | 1791—1801                                                                           | Удавен в Дунава от санджакбея Хаджи Мустафа паша. Благодетел и учител на Леонтий Ламбрович. |
|         | Леонтий Ламбрович             | Одрин                           | 1822 г. в Кишинев              | 1801—1813                                                                           | Подозиран като подбудител на убийството на Хаджи Мустафа паша. Лоялен към дахиите, а по-късно преминава на страната на въстаниците. |
|         | Дионисий II                   |                                 | 1815 г. в Белград              | 1813—1815                                                                           | предходно е свещеник в Ниш. Дионисий със светско име Димитрие е нишлия и драгоман на Хуршид Ахмед паша. Доведен в Белград от Хуршид паша за да умиротвори раята.                                                                                 |
|         | Агатангел I Константинополски | 1769 г. в Арнауткьой            | 30 ноември 1831 г. в Одрин     | 30 ноември 1815 – август 1825                                                       | бъдещ вселенски патриарх |
|         | Кирил Белградски              | 1774 г. в Крива паланка         | 14 февруари 1827 г. в Белград  | август 1825 – 14 февруари 1827                                                      | предходно месемврийски митрополит |
|         | Антим Ладопулос               | 1771 г. в Сифнос                | 18 януари 1852 г. в Аполония   | предходно врачански и ловчански епископ. Подържа добри отношения с Милош Обренович. | |
|         | Мелетий Павлович              | 1776 г. в Горна Върбава         | 11 юни 1833 г. във Врачевшница | 1831—1833                                                                           | първият белградски архиепископ и митрополит след хатишерифа за автономност на санджака. Предходно е на два пъти временно предстоятел – след смъртта на Дионисий II и след избора на Агатангел на вселенски патриарх. Протеже на Милош Обренович. |
|         | Петър Йованович               | 18 февруари 1800 г. в Илок      | 22 септември 1864 г.           | 1833—1859                                                                           | с връщането на власт на Милош Обренович се оттегля, ставайко горнокарловачки митрополит |
|         | Михаил Белградски             | 19 август 1826 г. в Соко баня   | 17 февруари 1898 г. в Белград  | 1859—1881                                                                           | по негово време митрополията става автокефална. Като убеден русофил решително се обявява срещу австро-сръбската конвенция, поради което е принуден да се оттегли.                                                                                |
|         | Теодосий Мраович              | 30 януари 1815 г. в Бая         | 27 февруари 1891 г. в Белград  | 1881—1889                                                                           | Колаборационист със светската власт, който след абдикацията на крал Милан Обренович е принуден да се оттегли. |
|         | Михаил Белградски             | 19 август 1826 г. в Соко баня   | 17 февруари 1898 г. в Белград  | 1889—1898                                                                           | повторно |
|         | Инокентий Павлович            | 1 август 1840 г. в Шабац        | 19 май 1905 г. в Белград       | 1898—1905                                                                           | |
|         | Димитрие Павлович             | 28 октомври 1846 г. в Пожаревац | 6 април 1930 г. в Белград      | 1905—1920                                                                           | Впоследствие издигнат в пръв сръбски патриарх. |

## Сръбски патриарси (от 1920)
Сръбската православна църква е издигната в ранг патриаршия през 1920 г. със създаването на Кралството на сърби, хървати и словенци.
| Портрет | Име                    | Роден                                  | Починал                      | Предстоятелско време | Отметки |
| ------- | ---------------------- | -------------------------------------- | ---------------------------- | -------------------- | --- |
|         | (39) Димитрие Павлович | 28 октомври 1846 г. в Пожаревац        | 6 април 1930 г. в Белград    | 1920—1930            | Пръв новосръбски патриарх. |
|         | (40) Варнава Сръбски   | 10 септември 1880 г. в Плевля          | 23 юли 1937 г. в Белград     | 1930—1937            | предходно главиницки епископ и скопски митрополит |
|         | (41) Гавриил Сръбски   | 17 май 1881 г. в Долна Морача          | 7 май 1950 г. в Белград      | 1938—1950            | От 1944 г. до 1946 г. в емиграция. |
|         | (42) Викентий Сръбски  | 23 август 1890 г. в Бачко Петрово село | 5 юли 1958 г. в Белград      | 1950—1958            | Носи светското име Витомир Проданов. През 1955 г. Сръбската православна църква признава възстановената на 10 май 1953 г. Българската патриаршия и започва каноническо общение с нея. Умира мистериозно след отказ от признание на Македонска православна църква.                             |
|         | (43) Герман Сръбски    | 19 август 1899 г. в Йошаничка баня     | 27 август 1991 г. в Белград  | 1958—1990            | Едно от най-дългите предстоятелства, а с оглед на времето му е наричан "червения патриарх". Успява да опази религиозния мир в Югославия. Започва строителството на катедралния храм "Свети Сава". Погребан в църквата „Свети Марко“, където е кивота с тленните останки на цар Стефан Душан. |
|         | (44) Павел Сръбски     | 11 септември 1914 г. в Кучанци         | 15 ноември 2009 г. в Белград | 1990—2009            | |
|         | (45) Ириней Сръбски    | 28 август 1930 г. във Видова           | 20 ноември 2020 г. в Белград | 2010—2020            | |
|         | (46) Порфирий Сръбски  | 22 юли 1961 г. в Бечей                 |                              | 2021—                | настоящ |